# أنخيل دانيال فاسالو
أنخيل دانيال فاسالو مواليد 21 أبريل 1986 في بورتوريكو، هو لاعب كرة سلة بورتوريكي. بدأ مسيرته الاحترافية في سنة 2009. يلعب في دوري بورتوريكو لكرة السلة. يحمل الرقم 8. يبلغ طوله 6 قدم 6 بوصة (2.0 م). حقق المركز الثاني في بطولة أمم الأمريكتين لكرة السلة 2009.

## المسيرة الاحترافية
لعب مع باريس لوفالوا في الدوري الفرنسي في موسم 2009–2010، ثم لعب مع أسفيل باسكت في سنة 2010، ثم لعب مع كابيتانس دي أرسيبو في موسم 2013–2014، ثم لعب مع إس تي بي لو هافر في الدوري الفرنسي في موسم 2015–2016.

## سجل المنافسة
شارك في المنافسات التالية:
- كأس العالم لكرة السلة 2014
- بطولة أمم الأمريكتين لكرة السلة 2009

## الميداليات
| الميدالية | المسابقة                             |
| --------- | ------------------------------------ |
| فضية      | بطولة أمم الأمريكتين لكرة السلة 2009 |

## روابط خارجية
- أنخيل دانيال فاسالو على موقع الاتحاد الدولي لكرة السلة (الإنجليزية)
- أنخيل دانيال فاسالو على موقع كرة السلة الأوروبية.كوم (الإنجليزية)
- أنخيل دانيال فاسالو على موقع كلية كرة السلة في سبورتس رفرنس.كوم (الإنجليزية)
- أنخيل دانيال فاسالو على موقع ريلجم (الإنجليزية)
- أنخيل دانيال فاسالو على موقع بروبوليرز (الإنجليزية)
- أنخيل دانيال فاسالو على موقع سبورتس رفرنس (الإنجليزية)